# サンライズ (曲)
「サンライズ」は日本のロックバンド・KEYTALKの楽曲。2020年3月25日に配信限定シングルとしてVirgin Musicからリリースされた。

## 概要
前作「Catch The Wave」からアルバム『DON'T STOP THE MUSIC』を挟み、およそ7ヶ月振りのリリース。
モバイルゲーム「実況パワフルプロ野球」のタイアップ第2弾として書き下ろした楽曲。またコラボイベントとして、ゲーム内の「忠実再現！モシャプロくん」にメンバー4人が期間限定で登場した。
「パワプロ」に対しての愛が強いメンバーの寺中友将の思いが込められたほか、新入生・新社会人へ向けた応援ソングとなっている。
寺中は本楽曲について、あえて野球用語を使わずにゲームやキャラクターの世界観を描いており、前向きな明るさや楽しさを意識して作ったと語っている。首藤は、曲のデモを貰った時は自分が歌うイメージがあまり湧かなかったが、自分なりに寺中の声と対比できることを考えて、歌い方を工夫したと語っている。
同年6月10日にはミュージック・ビデオが公開され、監督はタイアップソング第1弾「少年」の監督も務めた映像作家の風野又二朗が務めた。

## 収録曲
| #         | タイトル       | 作詞・作曲 | 編曲              | 時間 |
| --------- | -------------- | ---------- | ----------------- | ---- |
| 1.        | 「サンライズ」 | 寺中友将   | KEYTALK、PRIMAGIC | 3:59 |
| 合計時間: | 合計時間:      | 合計時間:  | 合計時間:         | 3:59 |